# Onthophagus tamijii
Onthophagus tamijii é uma espécie de inseto do género Onthophagus, família Scarabaeidae, ordem Coleoptera.
Foi descrita cientificamente por Kon, Sakai & Ochi em 2000.